# 萧铄
萧铄（470年—494年11月10日），字宣朗，南齐太祖萧道成第八子。

## 生平
建元元年六月甲申（479年7月18日），封桂阳王。永明二年十月，出任南徐州刺史，镇守京口。永明四年，加散骑常侍。永明六年，迁任中书令，度支尚书。永明七年，转任中书令，加散骑常侍。鄱阳王萧锵喜好文章，萧铄喜好名理，时人称他们为“鄱桂”。永明十年，迁任太常，依然任散骑常侍。萧铄羸弱有病，常常病卧。齐武帝前去探病，赐给他床帐衾褥。隆昌元年，加封前将军。
海陵王萧昭文即位，转任侍中、抚军将军。鄱阳王被杀后，萧铄迁任中军将军，开府仪同三司。萧铄很紧张，至东府拜诣宰相萧鸾，回家后对左右说：“萧鸾上次哭，就杀了鄱阳王萧锵和随郡王萧子隆。今天又哭又貌有惭色，此必欲杀我。”当夜三更，萧鸾派兵至萧铄家杀死萧铄，萧铄时年二十五。

## 屬官

### 國官
桂陽王國（479年－494年）
- 謝瀹，桂陽王友[2]
- 王亮，桂陽王文學[3]

## 家庭

### 母
袁修容，萧道成的妾室，在刘宋泰始六年（470年）生萧铄，萧道成建立齐朝後被拜为修容。

### 子
蕭鑠有子，在蕭鑠被殺後被剝奪宗室屬籍。齊明帝於建武元年（494年）十月篡位，於十一月恢復蕭鑠之子的宗室屬籍，並封侯。

## 延伸阅读
[在维基数据编辑]
 《南齊書·卷35》，出自萧子显《南齊書》
 《南史/卷43》，出自李延壽《南史》